# 제20회 서울 국제 만화 애니메이션 페스티벌
제20회 서울 국제 만화 애니메이션 페스티벌은 2016년 7월 6일에 열린 시상식이다.

## 수상 및 후보

### 장편 - 그랑프리
- 수라바야의 전투 - 아리얀토 유니아완 수상

### 장편 - 심사위원 특별상
- 백일홍 : 미스 호쿠사이 - 하라 케이이치 수상

### 장편 - 컬쳐랜드 스토어 프라이즈
- 백일홍 : 미스 호쿠사이 - 하라 케이이치 수상

### 단편 - 그랑프리
- 빈 방 - 정다희 수상

### 단편 - 우수상
- 카페 프로이드 - 프랑수와 르루아 수상

### 단편 - 관객상
- 마왕 - 조지 슈비츠게벨 수상

### 단편 - 심사위원 특별상
- 폼보 러브즈 유 - 스티브 워니 수상

### 단편 - 컬쳐랜드 스토어 프라이즈
- 카페 프로이드 - 프랑수와 르루아 수상

### 학생단편 - 그랑프리
- 어바웃 어 마더 - 디나 벨리코브스카야 수상

### 학생단편 - 우수상
- 암마 - 만수레 카마리 외 2명 수상

### 학생단편 - 심사위원 특별상
- 라이크 어 패롯 - 로힛 아소칸 수상

### 특별경쟁 - 한국 작품상
- 뜨거운 비가 내린다 - 김봄 수상

### 학생단편 - 컬쳐랜드 스토어 프라이즈
- 암마 - 만수레 카마리 외 2명 수상

### 특별경쟁 - 시카프 초이스
- 노-고 존 - 아틀리에 콜렉티프 수상

### 특별경쟁 - 시카프 아시아
- 데락트 - 사르 샤피푸어 수상

### 특별경쟁 - 시카프 상상초월
- 스위치맨 - 샤오-쿠에이 퉁 수상

### 특별경쟁 - 시카프 관객상
- 헤엄 - 강한별 수상

### 시카프 온라인 - 우수상
- 결정해줄래 - 루 풀리치 수상

### 시카프 온라인 - 네티즌 초이스
- 브룬펠시아 - 안나 콘스탄티노바 수상

### 시카프 키드 부문 - 우수상
- 로사와 다라, 그들의 휴가모험 - 마틴 두다 수상

### 시카프 키드 부문 - 심사위원 특별상
- 그리고 만약 네가 온다면 - 톰 마달 외 1명 수상

### 경쟁장편부문
- 귀환 - 모하메드 하메다니
- 수라바야의 전투 - 아리얀토 유니아완
- 강도 쿠카라챠 - 주안 알론소
- 백일홍 : 미스 호쿠사이 - 하라 케이이치

### 경쟁단편부문
- 심연 - 사라 반 덴 붐
- 내 집에서 - 푸옹 마이 뉴엔
- 거인의 길 - 알로이스 디 레오
- 프래그먼츠 - 호세 미구엘 리베이로
- 사슴꽃 - 김강민
- 마왕 - 조지 슈비츠게벨
- 빈 방 - 정다희
- 그린 라이트 - 김성민
- 전단 마크 - 람호탁 외 2명
- 심포니 오브 투 마인즈 - 발레르 아미라울트
- 카페 프로이드 - 프랑수와 르루아
- 노란 리본 - 라완 라힘
- 토템즈 - 폴 자둘
- 오토 - 다리오 임브로그노 외 1명
- 오싸 - 다리오 임브로그노
- 피그테일즈 - 예카테리나 골루베바-폴디
- 안트랙트 - 골라미 모하메드 레자
- 저스트 더 비기닝 - 아브라함 로페즈 구에레로
- 폼보 러브즈 유 - 스티브 워니
- 디스포지션 - 막 시우 봉
- 플랜크 - 웅 림
- 풀 페더 재킷 - 리즈 엘 사드니
- 어 테일 오브 모멘텀 앤 이너샤 - 카메론 게이츠
- 라이스 앤 매치스틱스 - 하비에르 벨트라미노
- 챠타라 - 월터 투니에
- 다운 바이 러브 - 호세 코랄
- 오브 섀도우 앤 윙스 - 엘리오노라 마리노니
- 조인트 터넌트 - 델피니 프리-마에오
- 고 투 시티 엘리 - 리웬유
- 어라이크 - 라파엘 카노 멘데즈 외 1명

### 경쟁학생부문
- 아포칼립토 - 줄리엔 로쓰 외 4명
- 워터 릴리 - 파스칼 밀러 외 4명
- 미스터 마딜라 - 로리 왓비 톨레이
- 여우 이야기 - 신두선
- 발표 - 리민루
- 흠 - 드미트리 야드로프
- 우산 - 박창하 외 1명
- 숨 - 고마음
- 피아노와 아이 - 이현미
- 뜨거운 비가 내린다 - 김봄
- 기호 1번 나청렴 - 조현철
- 돼지농장 - 엄세윤
- 몰박스 - 신한수 외 2명
- 벤딩머신 - 공지혜
- 우선 순위 - 긴츠 질발로디스
- 라이크 어 패롯 - 로힛 아소칸
- 아워 소누 - 슈타 M. 벤드로
- 미래를 위해 - 지잉샨 외 1명
- 나는 초원에서 왔다 - 아리스벡 누한
- 드렌치드 - 라파엘 알카프라바 구메라
- 노후화 - 안드레아 크리스티니
- 포틴 - 아멜리에 그래이펫 외 5명
- 암마 - 만수레 카마리 외 2명
- 전혀 - 캐롤라인 쉐리에 외 2명
- 창녀 - 사프리아 도나토
- 인 아더 월즈 - 탈 칸토르
- 벨로드룰 - 샌더 준
- 그래서 만약 내가 못하면? - 스테판 블레어 외 2명
- 어바웃 어 마더 - 디나 벨리코브스카야
- 햄릿. 코메디. - 유지니 파데이브
- 오일리오 - 아오 리
- 독일단어 등을 볼 때 뇌에서 일어나는 일 - 초라 룩스
- 카타쿠로켄 - 제이미 마에스트로
- 뮤직디오 - 페리올 투게스
- 어 트래픽 어드벤쳐 - 크리스티나 빌체스 에스텔라

### 경쟁 시카프 키드 부문
- 신밧드 – 날으는 공주와 비밀의 섬 - 미야시타 신페이
- 극장판 꼬마버스 타요의 에이스 구출작전 - 류정우
- 부쉬 테일즈 - 딱정벌레 - 마르셀 라슬로
- 집시 이야기 : 집시여인과 악마 - 마리아 호바스
- 로사와 다라, 그들의 휴가모험 - 마틴 두다
- 다섯 양들 - 마리아 스테파노바
- 아이 엠 낫 어 마우스 - 예브게니아 고루베바
- 어썸 비틀즈 컬러스 - 인드라 스프로지
- 그리고 만약 네가 온다면 - 에밀리 노이 외 1명
- 바이올린을 연주할 뻔한 여우 - 나탈리아 닐로바

### 시카프 초이스
- PARIS - 저스틴 불스테커
- O - 에릭오
- 버드즈 - 에밀리앙 다보
- EZ3키엘: 더 아이 오브 더 스톰 - 히라오카 마사노부
- 로스 - 이 자오
- 노-고 존 - 아틀리에 콜렉티프
- 소원요정 - 존 맥도날드 외 2명
- 더 인섹트 - 파블로 카빌로
- 빙고! - 파트릭 스훈마커르
- 마미에 - 제니스 나두

### 시카프 온라인
- 결정해줄래 - 루 풀리치
- 돌에 스민 슬픔 - 솔렌 레 마르챤드
- 자이언트 너드 - 댄 레휴져
- 이샤라 - 아쉬칸 라흐고자
- 브룬펠시아 - 안나 콘스탄티노바
- 세계를 보라 - LWZ

### 시카프 아시아
- 어릿광대 매우 매우씨 - 이문주
- 언컬러드 마인드 - 파라 재빈
- 더 머신 - 테오 순 헹
- 죽음보고서 - 김진아
- 자유투 라인 - 장 이싱 외 3명
- 선택된 세대 - 에어리얼 빅터
- 그리고는 - 츠신 양
- 데락트 - 사레 샤피푸르

### 시카프 상상초월
- 메이킹 트랙스 - 존 그랜스덴
- 방부제 미첨가 - 헤더 듀발레
- 리플렉션 - 앨리스 구조
- 시뮬레이터 - 에드 스미스
- 헤엄 - 강한별
- 코디 - 웨이_청 라이
- 쿡쿠 추 - 쿠앙 잉 치
- 허쉬 - 장 잉 슈안
- 피핑 톰 - 츄엔-훼이 라이
- 선 시티 - 치-동 펑
- 스위치맨 - 샤오-쿠에이 퉁
- 사마리아 - 이정향 외 3명
- 백일홍 - 정채원 외 1명
- 아이 - 권지은
- 애기 - 이도희
- 땡깡 - 박한희
- 통근 - 레이드 블레이클리
- 캠핑 쿡 - 문지민
- 셋 미 프리 - 전나현
- 팻 독 - 김환
- 목적지 - 장지영